# Gardenia anapetes
Gardenia anapetes är en måreväxtart som beskrevs av Albert Charles Smith. Gardenia anapetes ingår i släktet Gardenia och familjen måreväxter. Inga underarter finns listade i Catalogue of Life.